# 망태 할아버지
망태 할아버지는 옛날 한반도 지역에서 아이들에게 엄마 말 안 듣고 거짓말하면 망태 할아버지가 잡아간다고 하면서 아이들에게 공포를 떨게 하며 버릇을 바로잡게 하도록 사용하였던 상상 속 존재이다.
망태 할아버지는 넝마주이에서 유래되었다고 보는데 그 유형을 겹겹의 장삼을 입은 할배와 도깨비의 우두머리격인 괴수도깨비로 철학자의 유유자적한 모습과 도깨비 무리를 이끌어가는 도깨비의 대표격인 괴수 도깨비에서 유래에서 찾아볼 수 있다. 주구(呪具)인 도깨비 감투를 보유하고 도깨비의 호적을 가지고 있어 세상에 존재하는 모든 도깨비들을 알 수 있다고 한다. 땅에서 천년을 산 도깨비로 신라시대, 비형랑 무리 모두의 정신적 지주로 작용하는 것으로 알려져 있다.

## 유래
망태 할아버지는 넝마주이에서 유래되었다고 보는데 그 유형을 겹겹의 장삼을 입은 할배와 도깨비의 우두머리격인 괴수도깨비로 철학자의 유유자적한 모습과 도깨비 무리를 이끌어가는 도깨비의 대표격인 괴수 도깨비에서 유래에서 찾아볼 수 있다. 주구(呪具)인 도깨비 감투를 보유하고 도깨비의 호적을 가지고 있어 세상에 존재하는 모든 도깨비들을 알 수 있다고 한다. 땅에서 천년을 산 도깨비로 신라시대, 비형랑 무리 모두의 정신적 지주로 작용하는 것으로 알려져 있다.

## 변화
호랑이보다도 귀신보다도 무서운 망태 할아버지의 망태에는 갖은 흉측한 것들이 들어 있다. 안동 하회마을에서는 망태 할아버지 같은 이 탈들은 지연광대라고 해서 차례대로 봄, 여름, 가을, 겨울을 상징하고 있는데 백정이나 포수로 변하고 있다. 이같이 어른들이 아이들에게 겁을 주는 대상은 단지 망태 할아버지뿐만은 아니다. 옛 이야기 속의 호랑이나 도깨비가 될 수도 있고, 주변에서 흔히 만나는 사물이나 동물, 주위 사람이 될 수도 있다. 망태 할아버지는 도깨비, 벌레, 어둠, 주사 등으로 유아에게 공포와 두려움을 느끼게 하는 대상이다.

## 같이 보기
- 산신
- 도깨비
- 성황신
- 조왕신
- 성주신
- 나마하게
- 신터클라스

## 참고자료
- 「신의진의 아이 심리백과」, 엄마가 꼭 알아야 할 2세 아이의 심리, 신의진 저, 갤리온(2007년, 195~207p)